# Elisabeth Jäger (Heimatforscherin)
Elisabeth Jäger (* 30. August 1912; † 16. September 2012) war eine deutsche Archivarin, Chronistin und Heimatforscherin der oberfränkischen Region um Wunsiedel.

## Leben
Elisabeth Jäger wurde als Tochter des evangelisch-lutherischen Pfarrers Adolf Jäger (aus Ahornis, damals Reiseprediger in Zwiesel) geboren. 1922 kam sie nach Wunsiedel, wohin ihr Vater als erster Pfarrer und Dekan versetzt worden war. Bis 1928 besuchte sie die Realschule in Wunsiedel. Ab 1936 bearbeitete Elisabeth Jäger im Wunsiedler Pfarramt genealogische Anfragen und legte dabei den Grundstock zu ihrer umfangreichen Wunsiedler Bürger- und Bauernkartei, die sich heute im Stadtarchiv Wunsiedel befindet. Nachdem Elisabeth Jäger ab 1950 als ehrenamtliche Archivpflegerin im Landkreis Wunsiedel tätig war und vom Ertrag einer christlichen Buchhandlung lebte, wurde sie 1954 mit der Leitung des reichhaltigen Wunsiedler Stadtarchivs betraut. Bis 1984, also weit über die Pensionsgrenze hinaus, übte Elisabeth Jäger diese Tätigkeit aus. Sie widmete ihr Leben der Auswertung der ihr anvertrauten Archivalien und ergänzte ihr Wissen durch Besuche in zahlreichen anderen Archiven. Ihre Erkenntnisse präsentierte sie in verschiedenen Ausstellungen und zahlreichen Aufsätzen. Ihr Hauptwerk sind die drei Bände der Wunsiedler Stadtgeschichte. Zunächst erschien 1983 der die Zeit von 1810 bis 1932 behandelnde dritte Band, der wegen der Genauigkeit der Darstellung Aufsehen in der Fachliteratur erregte. 1987 folgte der erste Band, der sich mit der Geschichte der Burg und Stadt Wunsiedel von 1163 bis 1560 beschäftigt, jedoch auch für die Geschichte der gesamten Region von größter Relevanz ist. 1994 wurde schließlich noch der Band 2/1 veröffentlicht, der wiederum nicht nur die Geschichte Wunsiedels, sondern die der gesamten Region für den Zeitraum von 1557 bis 1632 behandelt. Eine Fortsetzung der Reihe, zu der die Autorin bereits umfangreiche Vorarbeiten geleistet hatte, konnte sie altersbedingt nicht mehr verwirklichen. Elisabeth Jäger starb am 16. September 2012, wenige Wochen nach ihrem 100. Geburtstag. Ihre letzten Lebensjahre verbrachte sie in einem Seniorenheim in Dinkelsbühl.
Für ihre besonderen Verdienste wurde Elisabeth Jäger 1972 anlässlich ihres 60. Geburtstages mit dem Ehrenring der Stadt Wunsiedel ausgezeichnet. 1980 verlieh ihr der Bundespräsident das Verdienstkreuz am Bande des Verdienstordens der Bundesrepublik Deutschland. Am 22. Juli 1982 beschloss der Wunsiedler Stadtrat ihr, als der ersten Frau, die Ehrenbürgerwürde zu verleihen. Elisabeth Jäger bestand jedoch darauf, diese Ehre erst nach der Fertigstellung des weiteren Bandes ihrer Stadtgeschichte anzunehmen. So konnte die Verleihung der Ehrenbürgerwürde erst am 15. Oktober 1987 vollzogen werden.

## Werke

### Stadtchronik von Wunsiedel
Elisabeth Jäger verfasste über mehrere Jahrzehnte eine mehrbändige Stadtchronik von Wunsiedel. Sie hat sich dabei insbesondere mit dem Heranwachsen der Ortschaft zur Stadt beschäftigt, einschließlich des Verlaufs und der wesentlichen Gebäude der Stadtmauer wie der umliegenden Altstraßen. Im Mittelalter spielten benachbarte Adelsfamilien eine bedeutende Rolle in der Stadtgeschichte, so die Kotzau, Notthafft oder Sparneck. Sie zeichnet auch das Bild von Wunsiedel in Kriegszeiten, wie der Schlacht am Katharinenberg im Hussitenkrieg, aber auch die Nöte der Bürger bei Seuchen und der Exulanten als Verfolgte des Glaubens. Sie porträtiert wichtige Wunsiedler Persönlichkeiten, wie Sigmund Wann aus einer reichen Wunsiedler Kaufmannsfamilie. Ihre Stadtchronik ist in mehrere Zeitepochen gegliedert und erstreckt sich bis in die neuere Zeit.

### Senioratslehen der Sparnecker
Anknüpfend an die Arbeit des Alban von Dobeneck hat sie sich mit der Genealogie der Familie von Sparneck beschäftigt. Berührungspunkte mit dieser Familie hat die Wunsiedler Geschichte mehrfach. Rüdiger von Sparneck war im 14. Jahrhundert Burggraf von Eger und der Nürnberger Burggraf Johann II. verpfändet ihm 1341 Wunsiedel, Hohenberg und Schönbrunn. Die nahegelegenen Stammsitze in Sparneck und auf dem Waldstein hatten auch selbst Streubesitzungen im Egerland. Das besondere Augenmerk legt Elisabeth Jäger aber auf die Senioratslehen, dies waren reichsunmittelbare Lehen, die jeweils an den Ältesten der Sippe (Senior) übertragen wurden, und zwar unabhängig von der jeweiligen Familienlinie des bis ins 16. Jahrhundert lokal weit verbreiteten Geschlechts. Senioratslehen der Sparnecker gab es in Bernstein und Dörflas über etwa 450 Jahre bis zum Aussterben des Geschlechtes 1744. Elisabeth Jäger nutzte zum einen bestehende Sekundärliteratur und konnte zum anderen vor allem die Stadtarchivurkunden ergänzend und korrigierend miteinbeziehen.

### Wichtige Aufsätze (Auswahl)
- Die Luxburg bei Wunsiedel. In: Archiv für Geschichte von Oberfranken 41, 1961, S. 121–149
- (mit Rudolf Thiem): Die Altstraßenführung Gefrees-Rudolfstein-Bernstein. In: Archiv für Geschichte von Oberfranken 47, 1967, S. 373–378
- Heinrich Holzschuher, der Schöpfer des Weihnachtsliedes „O du fröhliche“. In: Zeitschrift für Bayerische Kirchengeschichte, Bd. 36/I, Nürnberg 1967, S. 39–65
- Die Laienspiele auf der Luisenburg - Die Künstlerspiele auf der Luisenburg. – Aus der Geschichte des Festspielgeländes. In: 80 Jahre Luisenburg-Festspiele, Wunsiedel 1970
- Die Königin Luise von Preußen und die Luisenburg. Wunsiedel 1980
- Wunsiedel 1810 - 1932. Band III einer Geschichte der Stadt Wunsiedel. Wunsiedel 1983
- Wunsiedel 1163 - 1560. Band I einer Geschichte der Burg und Stadt Wunsiedel. Wunsiedel 1987.
- Altstraßen als historische Zeugen. In: Archiv für Geschichte von Oberfranken 71, 1991, S. 109–117
- Wunsiedel 1557 - 1632. Band II/1 einer Geschichte der Stadt Wunsiedel. Wunsiedel 1994
- „Der Erbsteig, so uff Weißenstadt zugehet“. Eine neu gefundene frühe Altstraße durch das Fichtelgebirge. In: Archiv für Geschichte von Oberfranken 76, 1996, S. 61–84
- Freimannensiedlungen an kaiserlichen Straßen im Fichtelgebirge. In: Archiv für Geschichte von Oberfranken 82, 2002. S. 45–70.